# تازوملین
تازوملین (انگلیسی: Tazomeline) (LY-287,041) دارویی است که به عنوان یک آگونیست غیرانتخابی گیرنده موسکارینی استیل‌کولین عمل می‌کند. این دارو در آزمایش‌های بالینی برای درمان اختلال عملکرد شناختی مانند آنچه در بیماری آلزایمر و اسکیزوفرنی دیده می‌شود، انجام می‌شد، اما ظاهراً به دلایل نامعلومی توسعه آن متوقف شد.